# Gretchen Felker-Martin
Gretchen Felker-Martin est une autrice américaine de romans d'horreur et critique de films.

## Biographie
Gretchen Felker-Martin grandit au New Hampshire rural, puis part vivre au Massachusetts, à Worcester, en 2007. Elle est une femme trans.
Gretchen Felker-Martin publie des premiers romans courts en auto-édition à partir de 2016, déjà dans le genre de l'horreur.
Elle publie son premier roman, Chasse à l'homme (Manhunt) en 2022,. Dans ce roman post-apocalyptique du sous-genre body horror, la testostérone transforme les personnes en zombies ; l'histoire suit deux femmes trans, Beth et Fran, qui continuent leur transition de genre, notamment hormonale : si elles ne peuvent pas prendre d'œstrogènes dans le cadre de leur transition, elles produisent trop de testostérone et deviendront elles-mêmes des monstres. Pour cela, elles doivent éviter les zombies, mais surtout les chasser, leur meilleure source d'œstrogènes se trouvant dans leurs testicules. Elles doivent aussi échapper aux dangereuses TERF qui veulent les assassiner,,. Le livre est nommé meilleur livre de 2022 par Vulture et fait partie des listes des meilleurs romans d'horreur de 2022 par Esquire et Library Journal,.
En juin 2024, elle publie Cuckoo, un second roman d'horreur qui intègre le classement des bestsellers USA Today. Le roman, qui raconte l'histoire d'un groupe adolescent dans un camp de thérapie de conversion possédé par des démons, est finaliste du prix Locus. Le même mois, elle publie une nouvelle dans le numéro 41 du comic Harley Quinn.
En octobre 2024, Lilly Wachowski annonce dans une interview pour Autostraddle son intention d'adapter le roman Chasse à l'homme sous forme de série dans le contexte de sa série d'adaptations trans, qui inclut également Confessions of the Fox (en) de Jordy Rosenberg (en),,.
En 2025, elle publie le roman Black Flame. Dans cet ouvrage, elle suit l'archiviste Ellen Kramer, une femme trans dans le placard qui restaure Black Flame, un film de l'époque de la république de Weimar. Elle commence alors à avoir de plus en plus de visions horrifiques. Elle devient également scénariste d'une série de comics Red Hood pour DC Comics.